# كأس هولندا 1980–81
كأس هولندا 1980–81 (بالهولندية: KNVB beker 1980/81)‏ هو الموسم 63 من كأس هولندا. أشرف على تنظيمه الاتحاد الملكي الهولندي لكرة القدم، وكان عدد الأندية المشاركة فيه 46، وفاز فيه إي زد ألكمار.